# 向翔一郎
向翔一郎（Mukai Shoichiro，1996年2月10日—）生於富山縣高岡市，是一名日本男子柔道運動員，他曾獲得2018年世界柔道錦標賽混合團體冠軍。他在4歲時開始練習柔道。

## 外部連結
- JudoInside.com（页面存档备份，存于）
- 向翔一郎的Instagram帳戶